# Асоціація скаутів (Велика Британія)
Асоціа́ція ска́утів (англ. The Scout Association) — національна скаутська організація Великої Британії, заснована у 1907 році Робертом Бейденом-Поуеллом. На початку своєї діяльності організація носила назву «Асоціація бой-скаутів» (англ. The Boy Scout Association) яку в 1967 році було змінено на «Асоціацію скаутів». Організація є членом-засновником ВОСР з 1920 року. Станом на 2011 рік чисельність організації становить 482 446 осіб

## Історія
Велика Британія стала першою країною де в 1907 році було засновано скаутські гуртки. Засновником світового скаутського руху є англійський генерал Роберт Бейден-Поуелл. У 1910 році було створено єдину скаутську організацію через значне збільшення кількості скаутів.
У 1920 році на території Великої Британії відбулося перше Всесвітнє Скаутське Джемборі.

## Ідеологія
Скаутське гасло — Завжди готовий, англійською мовою — Be prepared.

## Структура
Вікові групи
- Бівер-скаути — від 6 до 8 років;
- Каб-скаути — від 8 до 10½ років;
- Скаути — від 10½ до 14 років;
- Експлорер-скаути — від 14 до 18 років;
- Скаутська мережа — від 18 до 25 років;

Емблема англійських скаутів включає в себе лілею — символ всесвітнього скаутського руху.